# 아시아노
아시아노(이탈리아어: Asciano)는 이탈리아 토스카나주 시에나도에 있는 코무네다.

## 역사
아시아노는 본래 에트루리아, 로마, 롬바르드족의 거주지였다. 기원전 5세기 당시의 에트루리아 네크로폴리스가 인근에서 발굴되었고 훌륭한 모자이크 포장이 된 로마의 목욕탕 유적지가 1898년 마을 내에서 발견되었다. 중세 시대에는 시에나와 피렌체가 각축을 벌이던 장소였고, 이곳 인근에서 1260년 9월 4일 몬타페르티 전투가 벌어졌다. 1285년에 시에나가 이곳을 획득했고 1351년에 성벽으로 둘러쌓았다.